# 저니스 엔드
《저니스 엔드》(영어: Journey's End)는 2017년에 개봉한 영국의 전쟁 영화이다.

## 출연진
- 에이사 버터필드 - 롤리 소위 역
- 샘 클래플린 - 스태넙 대위 역
- 폴 베터니 - 오즈번 중위 역
- 톰 스터리지 - 히버트 소위 역
- 토비 존스 - 메이슨 이등병 역
- 스티븐 그레이엄 - 트로터 소위 역
- 로버트 글레니스터 - 대령 역
- 앤디 개더굿 - 중대 선임 하사관 역

## 기타 제작진
- 총괄 제작: 메리 버크, 크리스천 아이젠바이스, 스티브 밀니, 아드리안 폴리토브스키, 바스티앵 시로도

## 시청 등급
- 대한민국: 15세이상 관람가